# جواز سفر فنزويلي
تصدر جوازات السفر الفنزويلية لمواطني فنزويلا إلى السفر خارج البلاد. يتم إصدار جوازات السفر الالكترونية منذ يوليو 2007، مع شريحة بتقنية تحديد الهوية بموجات الراديو والتي تحوي على الصورة الشخصية وبصمات الأصابع. 

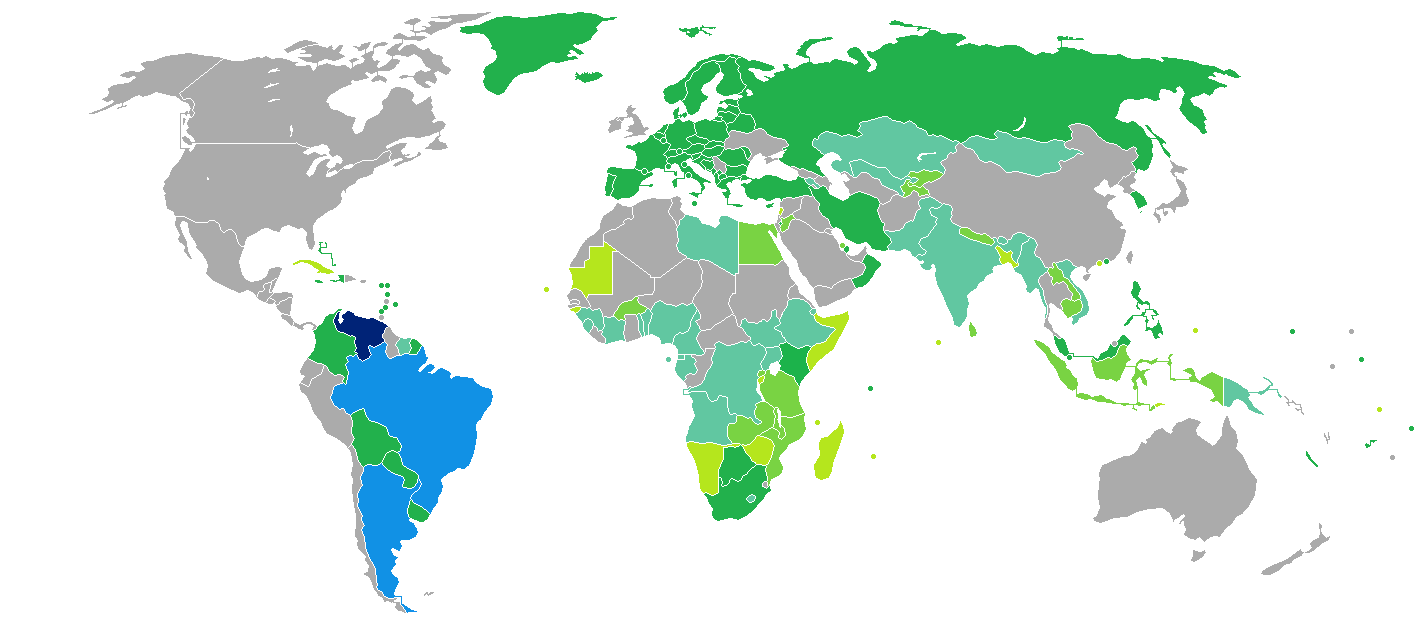
البلدان والأقاليم التي لا تفرض تأشيرة أو تطلب تأشيرة دخول عند الوصول للجهة، لحاملي جوازات السفر الفنزويلية العادية.

## روابط خارجية
- Skyteam.com, معلومات تأشيرات الدخول لجميع الجنسيات

## إنظر أيضا
- متطلبات الحصول على تأشيرة لمواطني فنزويلا